# AH-56 (航空機)
AH-56 シャイアン
テスト飛行を行うAH-56A シャイアン
- 用途：対地攻撃
- 分類：攻撃ヘリコプター
- 製造者：ロッキード（ロッキード・マーティン）
- 運用者：不採用
- 初飛行：1967年9月21日
- 生産数：10機
- 運用状況：退役

AH-56 シャイアン（英語: AH-56 Cheyenne）は、ロッキードによって1960年代に開発された、アメリカ陸軍向けの試作攻撃ヘリコプターである。愛称のシャイアン（Cheyenne）は、アメリカ先住民のシャイアン族に由来する。世界初の攻撃ヘリコプターとして開発されたが採用は取り消され、陸軍主力攻撃ヘリコプターの座はAH-1 コブラが得ることとなった。

## 開発経緯
ベトナム戦争中、地上での戦闘には軽武装のUH-1軍用輸送ヘリコプターが大量に導入された。輸送型のヘリコプターは、戦争が激化するにつれてますます需要が増していた。しかし、一方で、対空砲火による輸送ヘリコプターの損失の多さ、武装が貧弱すぎることが問題となった。UH-1などをさらに重武装にする案もあったが、もともと輸送型のUH-1には、それ以上の重武装は不可能であった。そのため、当時のロバート・マクナマラ国防長官は、これら輸送ヘリコプターを護衛するためのAAFSS（英語: Advanced Aerial Fire Support System、新型航空火力支援システム）計画を案出した。本格的な攻撃ヘリコプター開発は、これが世界初であった。
アメリカ陸軍は、1964年にAAFSS計画における要求仕様を国内航空メーカー各社に提示した。参加した数社の中から、高速度を実現可能なロッキード案とシコルスキー S-66に絞り込まれ、1965年にロッキード社の案をAH-56A シャイアンとして採用、1967年9月21日に初飛行を行った。しかし技術的問題による開発の遅滞や開発費用の高騰、戦術思想の変化もあって、開発には成功しながら採用が中止され、量産化には至らなかった。
陸軍ではAH-56配備までの暫定攻撃ヘリコプターとしてUH-1を元にしたベル・エアクラフトの「モデル209」を採用しており、ベトナム戦争終盤の最激化の時期の1969年9月には「モデル209」はAH-1 コブラとして制式採用されることとなった。

## 特徴

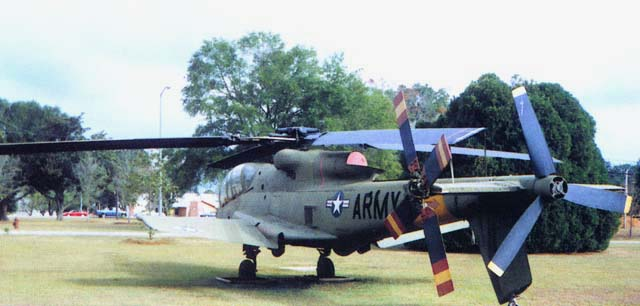
機体後部に取り付けられた推進式プロペラ

AH-56は、AH-1Gの3倍以上の3,425馬力を出力するT64ターボシャフトエンジン一基を搭載する複合ヘリコプターで、メインローター、テイルローターに加えて後部に推進式プロペラを装備する事が特徴である。この推進式プロペラによって、水平飛行時の最大速度は時速400kmに達する。これは、ヘリコプターとしては（現在においても）革新的な高速性能であった。
メインローターには、ロッキード社が開発した高い機動性を売りにするリジッドローターを採用した。加えて、コンピュータによる飛行制御や熱線暗視装置の採用など、当時の最新技術を結集させている。
全体的なデザインは、ベルの実験機であるベル 207やAAFSSの対抗機種であるS-66と同様に縦列（タンデム）式の複座操縦席、縦に細長い胴体、スタブウイング（取り外し可能）を備え、後の攻撃ヘリコプターの標準ともいえるような構造をしていた。

## 性能・主要諸元（AH-56A）

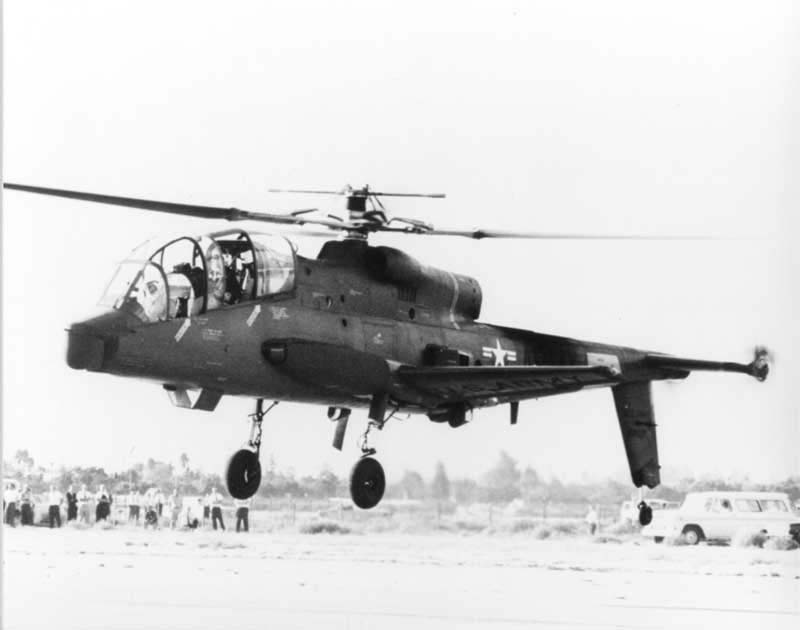
試験飛行を行うAH-56A

### 一般的な諸元
- 乗員：2名（機長と副操縦士/射撃手）
- 全長：16.66m
- 全高：4.18m
- 主回転翼直径：15.62m
- 最大離陸重量：11,739kg
- 発動機：GE T64-GE-16 ターボシャフト 3,925shp×1

### 性能
- 超過禁止速度：212knots=M0.32（244mph, 393km/h）
- 巡航速度：195knots=M0.30 (225mph, 362km/h）
- 航続距離：1,063nm（1,971km）

### 武装
- XM196 7.62mmミニガン もしくは M129 40mm自動擲弾発射器、 XM140 30mm機関砲×1
- BGM-71 TOW対戦車ミサイル もしくは 2.75インチロケット弾ポッド（主翼下に装備）

## ギャラリー

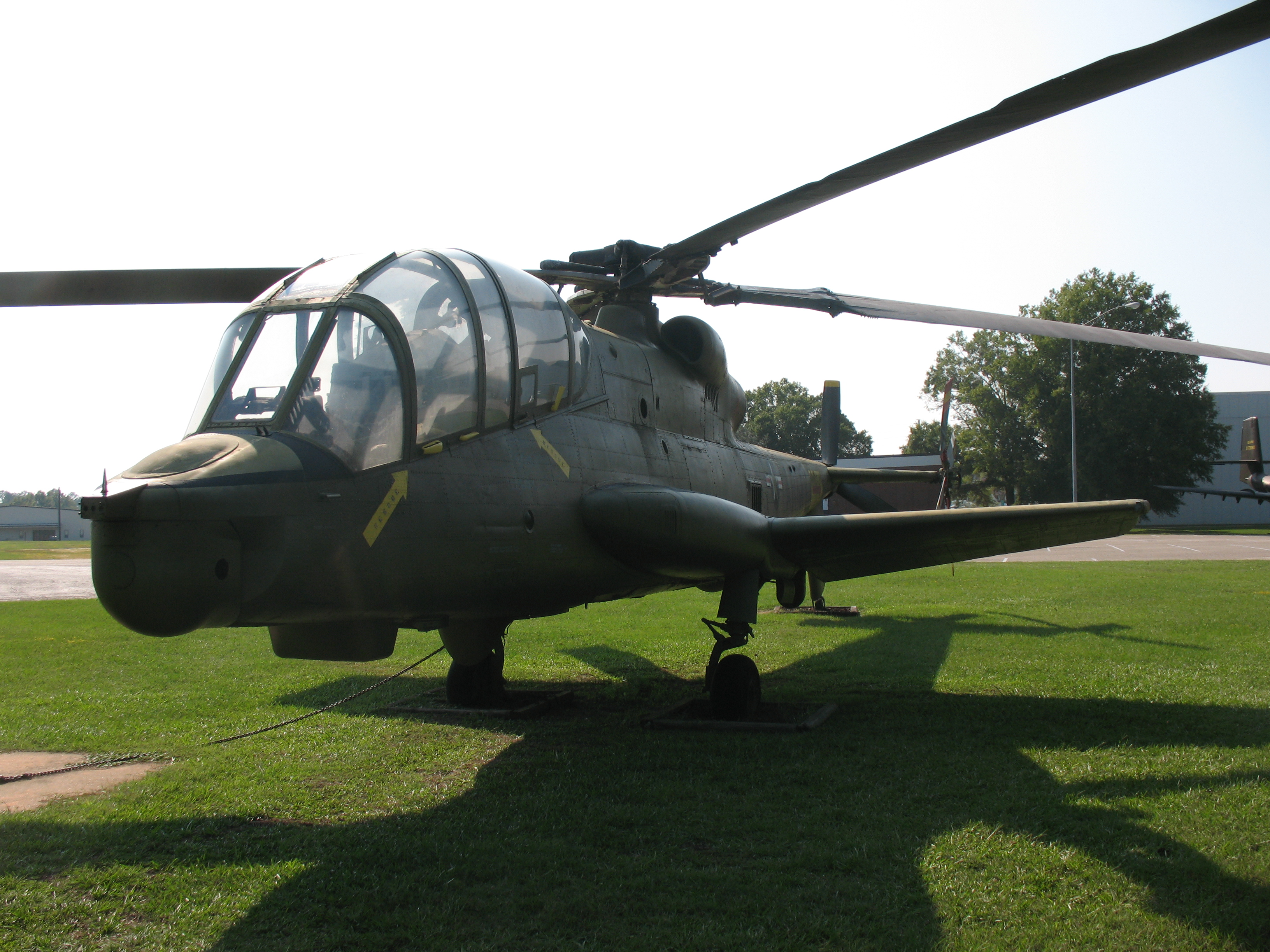
展示されるAH-56
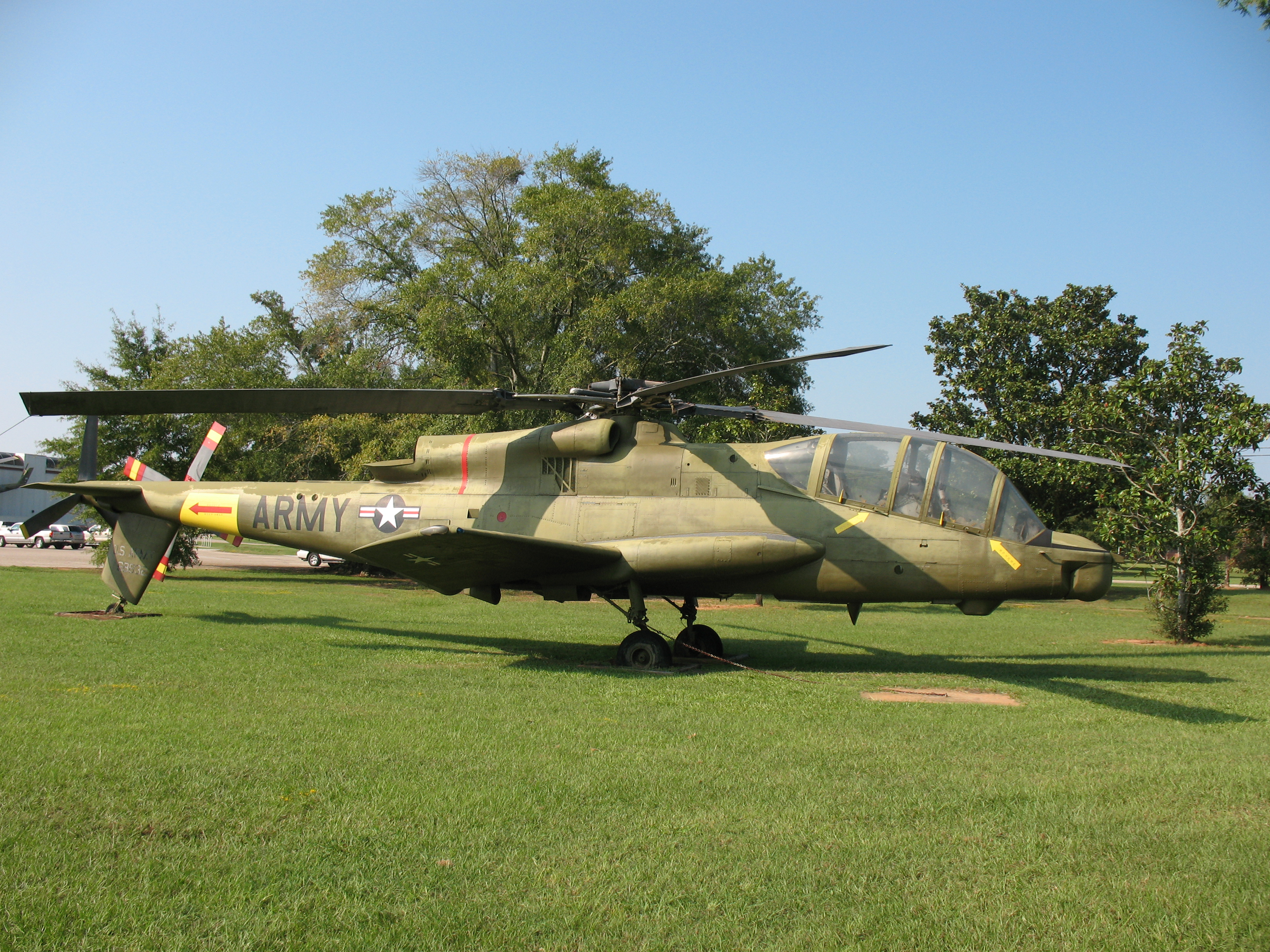
右側面
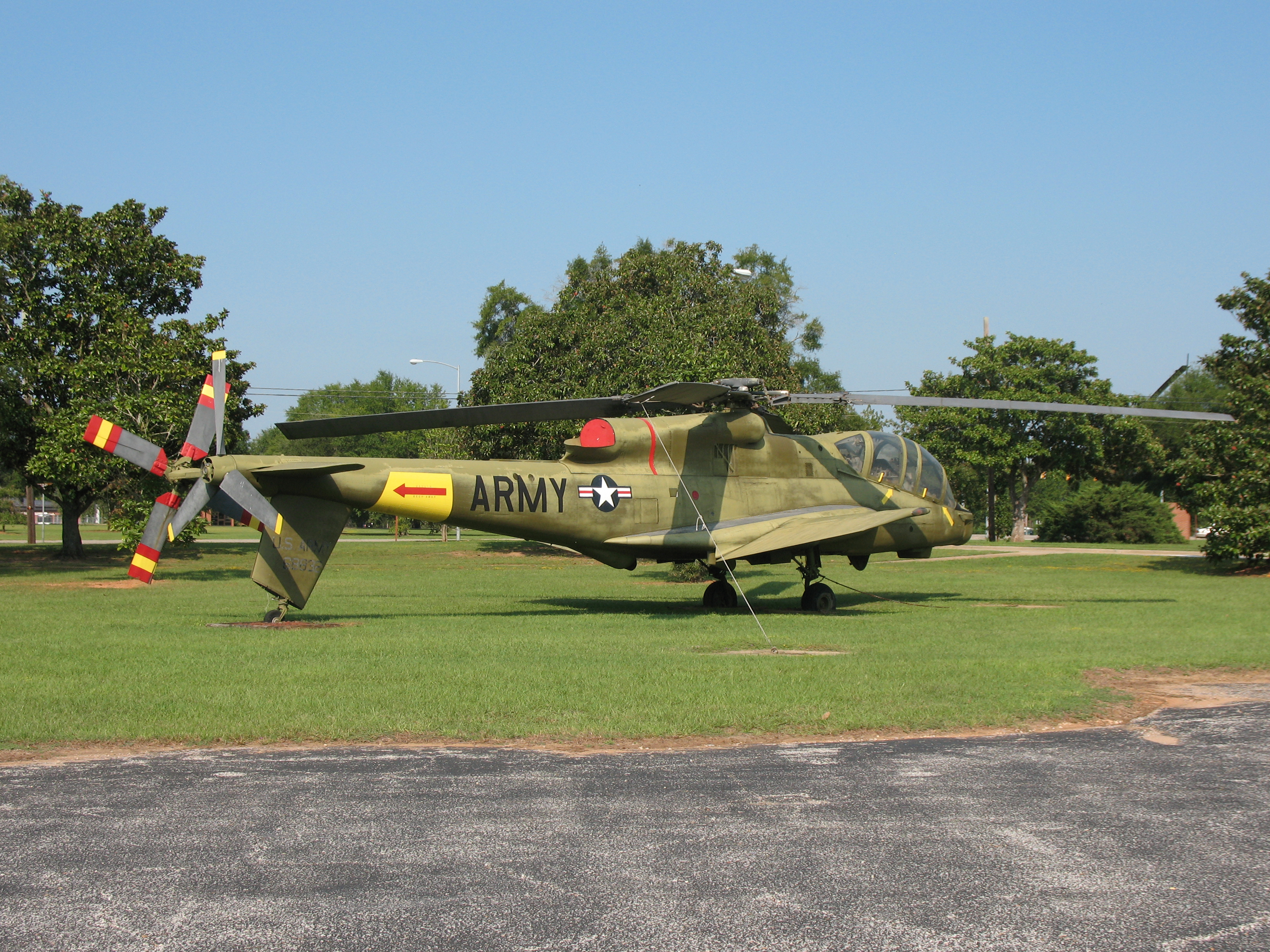
右後方より
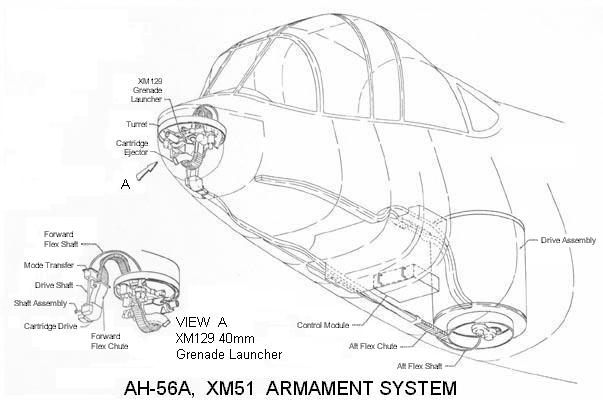
XM51 擲弾発射機システムとXM129 グレネードランチャーについての解説図
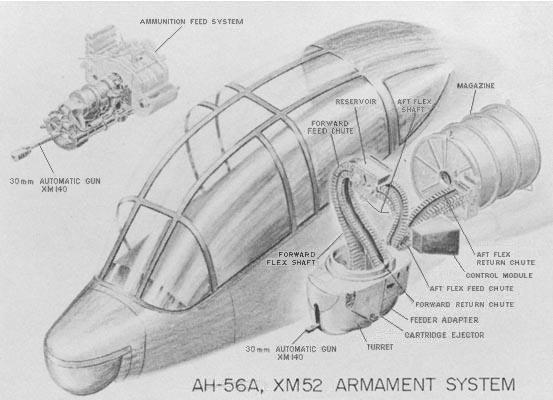
XM52 機関砲システムとXM140 30mm機関砲についての解説図
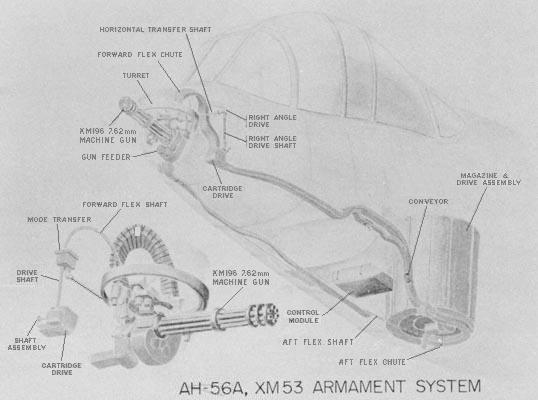
XM53 機銃システムとXM196 7.62mmガトリング機関砲についての解説図

## 登場作品
『機動警察パトレイバー』シリーズ
AH-56そのものは登場しないが、劇場版などの作中世界ではAH-56がアメリカ陸軍に制式採用されており、その後継機としてAH-88 ヘルハウンド（架空機）が開発されたという裏設定が存在する。
『メタルギアソリッド ピースウォーカー』
CIA傭兵が使用する機体がステージボスとして登場。鹵獲して部隊に組み入れる事が可能で、爆撃機型と攻撃機型がある。爆撃機型は実機とは異なり、スタブウイングに自由落下型爆弾を搭載するモデルとなっている。
『リザベーション』
史実通りAH-56Aは開発中止となったが、次世代戦闘ヘリのテストベッドとしてロッキードが自主開発していた「AH-56B」という架空機がベトナム戦争に戦闘データ収集のため試験配備される。